# Кинтана, Ана Роса
А́на Ро́са Кинта́на Орта́ль (исп. Ana Rosa Quintana Hortal; род. 12 января 1956, Мадрид) — испанская журналистка и телеведущая.

## Биография
Ана Роса Кинтана изучала коммуникационные науки в Университете Комплутенсе в Мадриде. Работала на Национальном радио Испании, «Радио Континенталь», «Радио 80», «Радио Антена 3».
Уже будучи известным журналистом, она перешла на телевидение, работала на каналах Telecinco (1994—1996) и Antena 3 (1997—2004). В 2004 году Кинтана вернулась на Telecinco. С 2005 года ведёт утреннюю информационную «Программу Аны Росы» (исп. El programa de Ana Rosa), посвящённую актуальным вопросам политики, экономики и культуры.
Кинтана — неоднократный лауреат испанской телевизионной премии TP de Oro как лучшая телеведущая, в том числе четырежды за «Программу Аны Росы» (2005, 2006, 2009, 2010).
Замужем во втором браке, мать троих детей. Болельщица футбольного клуба «Атлетико Мадрид».